# Elecciones provinciales de Salta de 1931
Las elecciones generales de la provincia de Salta de 1931 tuvieron lugar el domingo 8 de noviembre del mencionado año con el objetivo de restaurar las instituciones constitucionales y autónomas de la provincia después del golpe de Estado de septiembre de 1930 que derrocó al gobierno constitucional de Hipólito Yrigoyen e instauró una dictadura militar encabezada por José Félix Uriburu. Fueron las séptimas elecciones provinciales salteñas desde la instauración del sufragio secreto en la Argentina. Sin embargo, las mismas dieron inicio al período de la Década Infame, ciclo histórico durante el cual el régimen conservador imperante, representado por la alianza conocida como Concordancia se mantendría en el poder por medio del fraude electoral abierto.
Salta era precisamente la provincia natal del presidente de facto Uriburu. El candidato del Partido Demócrata Nacional (PDN) y de la Concordancia en la provincia para la gobernación sería Avelino Aráoz, con Juan Arias Uriburu como compañero de fórmula y candidato a vicegobernador. Se disputaron también 30 escaños en la Cámara de Diputados y 22 bancas departamentales en el Senado. La opositora Unión Cívica Radical, gobernante antes del golpe, boicoteó las elecciones ante la evidente falta de garantías. La Alianza Civil entre el Partido Socialista y el Partido Demócrata Progresista disputó solo las elecciones presidenciales y legislativas para cargos nacionales, no presentando competencia para los comicios provinciales. De este modo, ni la fórmula Aráoz-Uriburu ni los candidatos senatoriales o las listas para diputados enfrentaron oposición alguna, y fueron elegidos unánimemente.
Aráoz y Uriburu debían asumir su cargo el 20 de febrero de 1932, pero su juramentación se dio finalmente el 1 de mayo, con mandato hasta el mismo día en 1936. Durante el período comprendido entre la instauración de las autoridades constitucionales y la jura de la fórmula ejecutiva, el presidente provisional del Senado Alberto B. Rovaletti ocupó interinamente la titularidad del poder ejecutivo.